# Universal Peace Union
L'Universal Peace Union (Union universelle pour la paix - UPU) est une organisation pacifiste fondée par d'anciens membres de l'American Peace Society à Providence, Rhode Island, avec l'adoption de sa constitution le 16 mai 1866 ; elle a été agréée à Philadelphie, Pennsylvanie, le 9 avril 1888. Elle a cessé ses activités en 1913, peu de temps après la mort d'Alfred H. Love, qui a été président de l'organisation depuis sa fondation.
Parmi les autres fondateurs et dirigeants figuraient les ministres et réformateurs Adin Ballou et Walter Walsh, la fondatrice de la Croix-Rouge américaine Clara Barton, la politicienne et autrice Belva Ann Lockwood, la réformatrice Lucretia Mott, le lauréat du prix Nobel de la paix Frédéric Passy, l'éditrice Mary L. F. Ormsby, et le politicien et éducateur John Wesley Hoyt. Ella B. Ensor Wilson a été présidente de la section de Wilsonton (Kansas) de l'UPU.
La devise de l'UPU était : « supprimer les causes et abolir la coutume de la guerre, établir et vivre les principes de la paix ».
L'UPU possédait un bosquet sur une colline surplombant la rivière Mystic près de Mystic, Connecticut, et y avait construit un « Temple de la paix » pouvant accueillir 1 000 personnes pour des rassemblements estivaux annuels qui attiraient des conférenciers de renom tels que William Lloyd Garrison et Julia Ward Howe. Le bosquet fut finalement hypothéqué pour payer les programmes et les publications de l'UPU, puis vendu en 1914 à Mary Jobe Akeley. La propriété est désormais entretenue comme réserve naturelle du Sanctuaire de la Paix, ouverte tous les jours de l'aube au crépuscule.
Les archives de l'UPU, y compris la correspondance, les procès-verbaux, les dossiers financiers, les publications et les souvenirs, sont conservées au Swarthmore College, au sein de la Peace Collection.

## Des personnalités remarquables
- Adin Ballou
- Clara Barton
- Ida Whipple Benham
- Amanda Deyo
- Maria Freeman Gray
- John Wesley Hoyt
- Belva Ann Lockwood
- Alfred H. Love
- Clémence Sophia Harned Lozier
- Marguerite Moore[16]
- Lucrèce Mott
- Marie L. F. Ormsby
- Frédéric Passy
- Ruth Hinshaw Spray
- Walter Walsh
- Zerah C. Whipple
- Anna Blanc